# FIS-Punktesystem
Das FIS-Punktesystem dient dazu, Startberechtigungen zu Wettkämpfen bzw. Wettkampfserien im Snowboard- und Skisport zu ermitteln und dem Erstellen der Startliste bzw. Zuordnen zu Startlistengruppen (FIS-Punkte). Darüber hinaus werden für die Ergebnisse in den einzelnen Rennen Punkte vergeben, um so am Ende der Saison den Sieger einer Rennserie, z. B. im Welt- oder Kontinentalcup zu ermitteln (Weltcuppunkte).

## FIS-Punkte
Die Berechtigung zum Start bei Wettkampfserien und die Zuordnung zu Startgruppen wird über FIS-Punkte ermittelt. Dabei bedeutet eine niedrige Punktzahl eine bessere Platzierung. Ihre Berechnung erfolgt nach einem Schlüssel, der die Ergebnisse der letzten 12 bis 13 Monate umfasst und auch die Zeitabstände zum Sieger, die FIS-Punkte der fünf in der Punkteliste bestplatzierten Starter sowie die Wettkampfklasse (Weltcup, Kontinentalcup etc.) berücksichtigt. In die Punkteliste kommen auch die Ergebnisse bei Weltmeisterschaften oder Olympischen Spielen sowie von FIS-Rennen. Die Liste wird während der Wettkampfsaison etwa alle drei Wochen aktualisiert. FIS-Punkte gibt es bei Ski Alpin, Langlauf, Freestyle, Snowboard, Geschwindigkeitsskifahren und beim Grasski.
Im Alpinen Skiweltcup wird davon abweichend die Startliste anhand von Weltcupstartlistenpunkten erstellt, die sich im Wesentlichen aus den Weltcuppunkten der letzten 12 Monate in der jeweiligen Disziplin errechnen.
Das jeweils aktuelle Reglement der FIS Punkte ist auf der Webseite der FIS unter Documents abrufbar.

## Weltcuppunkte
In jedem Wettbewerb erhalten die besten 30 Teilnehmer, die je nach Ski-Disziplin unterschiedlich ermittelt werden, Punkte nach folgendem Punkteschema. Es wurde je nach Disziplin ab der Saison 1992/93 eingeführt. Die Athleten mit den meisten Punkten am Ende einer Saison sind die Gesamtsieger. Das System wird in fast allen von der FIS veranstalteten Rennserien (wie z. B. Weltcup, Europacup oder Continental Cup) angewendet.
| Platz  | 1   | 2  | 3  | 4  | 5  | 6  | 7  | 8  | 9  | 10 | 11 | 12 | 13 | 14 | 15 | 16 | 17 | 18 | 19 | 20 | 21 | 22 | 23 | 24 | 25 | 26 | 27 | 28 | 29 | 30 |
| Punkte | 100 | 80 | 60 | 50 | 45 | 40 | 36 | 32 | 29 | 26 | 24 | 22 | 20 | 18 | 16 | 15 | 14 | 13 | 12 | 11 | 10 | 9  | 8  | 7  | 6  | 5  | 4  | 3  | 2  | 1  |

### Ski Alpin
Das aktuell gültige Punktesystem gibt es im Alpinen Skiweltcup seit der Saison 1992/93. Beträgt der Rückstand auf die Siegerzeit allerdings mehr als 8 Prozent, so werden unabhängig von der Platzierung keine Weltcuppunkte vergeben (bei Kombiwertungen galten 16 %). Eine Ausnahme stellt das Weltcup-Finale mit seinem eingeschränkten Starterfeld dar: Hier werden in jedem Rennen nur für die ersten 15 Plätze Punkte vergeben. Eine weitere Ausnahme war der zwischen 2011 und 2019 ausgetragene City Event: Die ersten vier bekamen die „normalen“ Punkte 100-80-60-50, die vier im Viertelfinale ausgeschiedenen bekamen jeweils 40 Punkte, und die acht im Achtelfinale ausgeschiedenen jeweils 15 Punkte. Wer bei einem solchen Bewerb an den Start ging, gewann damit jedenfalls 15 Punkte. Bei Mannschaftswettbewerben erhalten die Teams die vierfachen Punkte, die nur für den Nationencup gelten und jeweils zur Hälfte den Frauen und den Männern zugerechnet werden.

#### Entwicklung des Punktesystems
In der Geschichte des Alpinen Skiweltcups gab es mehrere Änderungen:
1967–1979:
Im ursprünglichen System erhielten die besten zehn Rennläufer Weltcuppunkte. In den ersten Jahren wurden für die Disziplinenweltcups und den Gesamtweltcup nur die besten drei Resultate jeder Disziplinen gewertet. Ab 1971/72 wurden jeweils die besten fünf Ergebnisse für die Disziplinenwertungen verwendet. Für den Gesamtweltcup gab es während der nächsten Jahre unterschiedliche Regelungen. Im Jahr 1967 gab es auch Punktehalbierungen für so genannte „Weltcup-B-Rennen“, jedoch gibt es darüber wenig Informationen. Nur sind aus den diversen Zwischen- bzw. Endwertungen auch halbe Punkte zu entnehmen, wie dies z. B. der „Arbeiterzeitung Wien“ vom 12. März 1967, Seite 15, ab dem letzten Absatz in Spalte 2 (Überschrift: „Goitschel gefährdet“) zu entnehmen ist.
| Platz  | 1  | 2  | 3  | 4  | 5 | 6 | 7 | 8 | 9 | 10 |
| Punkte | 25 | 20 | 15 | 11 | 8 | 6 | 4 | 3 | 2 | 1  |

Ende der Saison 1979:
Während der Saison 1978/79 wurde das System umgestellt und Punkte für die besten 25 vergeben, beginnend mit 25 Punkten für den Sieger und jeweils einen Punkt weniger für die weiteren Ränge. Dieses System wurde in den letzten drei Rennen jeder Disziplin, außer der Kombination, verwendet (in der Herrenabfahrt nur in den letzten zwei Bewerben).
| Platz  | 1  | 2  | 3  | 4  | 5  | 6  | 7  | 8  | 9  | 10 | 11 | 12 | 13 | 14 | 15 | 16 | 17 | 18 | 19 | 20 | 21 | 22 | 23 | 24 | 25 |
| Punkte | 25 | 24 | 23 | 22 | 21 | 20 | 19 | 18 | 17 | 16 | 15 | 14 | 13 | 12 | 11 | 10 | 9  | 8  | 7  | 6  | 5  | 4  | 3  | 2  | 1  |

1980–1991:
Von 1979/80 bis 1990/91 erhielten die schnellsten 15 Rennläufer Punkte. Ab 1980/81 wurden die besten fünf Resultate jeder Disziplin (in der Kombination die besten drei) für den Gesamtweltcup gewertet. Der im Winter 1982/83 ins Programm aufgenommene Super-G wurde anfangs zum Riesenslalomweltcup gezählt, erst ab 1985/86 gab es eine eigene Super-G-Wertung. In der Saison 1987/88 wurde das System vereinfacht. Seither gibt es keine Streichresultate mehr und die Ergebnisse jedes Rennens werden in den Disziplinenweltcups und im Gesamtweltcup gezählt.
| Platz  | 1  | 2  | 3  | 4  | 5  | 6  | 7 | 8 | 9 | 10 | 11 | 12 | 13 | 14 | 15 |
| Punkte | 25 | 20 | 15 | 12 | 11 | 10 | 9 | 8 | 7 | 6  | 5  | 4  | 3  | 2  | 1  |

1992:
In der Saison 1991/92 wurde das Punkteschema komplett umgestellt. Von nun an gab es 100 Punkte für den Sieger, 80 für den Zweitplatzierten, 60 für den Dritten und dann in kleineren Abständen immer weniger Punkte bis zu Rang 30, für den ein Punkt vergeben wurde.
| Platz  | 1   | 2  | 3  | 4  | 5  | 6  | 7  | 8  | 9  | 10 | 11 | 12 | 13 | 14 | 15 | 16 | 17 | 18 | 19 | 20 | 21 | 22 | 23 | 24 | 25 | 26 | 27 | 28 | 29 | 30 |
| Punkte | 100 | 80 | 60 | 55 | 51 | 47 | 43 | 40 | 37 | 34 | 31 | 28 | 26 | 24 | 22 | 20 | 18 | 16 | 14 | 12 | 10 | 9  | 8  | 7  | 6  | 5  | 4  | 3  | 2  | 1  |

Aktuelles Punktesystem (seit 1993):
Im Winter 1992/93 wurden die Punkte nochmals angepasst und für die Ränge 4 bis 20 leicht verringert. Dieses System ist seither unverändert in Verwendung.
| Platz  | 1   | 2  | 3  | 4  | 5  | 6  | 7  | 8  | 9  | 10 | 11 | 12 | 13 | 14 | 15 | 16 | 17 | 18 | 19 | 20 | 21 | 22 | 23 | 24 | 25 | 26 | 27 | 28 | 29 | 30 |
| Punkte | 100 | 80 | 60 | 50 | 45 | 40 | 36 | 32 | 29 | 26 | 24 | 22 | 20 | 18 | 16 | 15 | 14 | 13 | 12 | 11 | 10 | 9  | 8  | 7  | 6  | 5  | 4  | 3  | 2  | 1  |

Dieses Punktesystem wird seit der Saison 1996/97 auch im Europacup angewendet. Davor gab es im Europacup teilweise zum Weltcup abweichende Punktesysteme.

### Skilanglauf
Im Skilanglauf-Weltcup wurde das aktuelle System mit der Saison 1992/93 eingeführt und 2022/23 dahingehend abgeändert, dass bei Einzelrennen die besten 50 Athleten Punkte erhalten. Weitere Ausnahmen gibt es beim Weltcup-Finale, bei Staffelrennen sowie Etappenrennen wie der der Tour de Ski.
→ Punktesystem im Skilanglauf-Weltcup

### Skispringen
Hier gilt das Punktesystem seit der Saison 1993/94 im Skisprung-Weltcup. Zuvor gab es lediglich für die Plätze 1 bis 15 entsprechende Wertungspunkte.
Bei Mannschaftsbewerben (Team und Mixed Team) bekommen die klassierten Teams diese Punkte für den Nationencup:
| Platz  | 1   | 2   | 3   | 4   | 5   | 6   | 7   | 8  |
| Punkte | 400 | 350 | 300 | 250 | 200 | 150 | 100 | 50 |

### Nordische Kombination
Erst in der Saison 2002/2003 wurde das aktuelle Punkteschema bei den Nordischen Kombinierern etabliert. Auch hier gibt es bei Mannschafts-Wettbewerben Sonderregeln.
→ Punktesystem im Weltcup der Nordischen Kombination

### Grasski
Im Grasski-Weltcup wird dieses System für alle Weltcuprennen angewandt, zusätzlich erhalten Läufer auch Bonuspunkte aus FIS-Rennen.
→ Punktesystem im Grasski-Weltcup

### Weitere Disziplinen
Das FIS-Punktesystem kommt weiters in folgenden Disziplinen zur Anwendung:
- Freestyle
- Telemarken
- Geschwindigkeitsskifahren
- Rollski

### Sonderfall Snowboard
Im Gegensatz zu den anderen von der FIS organisierten Weltcups wird hier eine abweichende Wertung verwendet: In der Regel werden die zehnfachen Punkte vergeben, ein Weltcupsieg bringt beispielsweise 1000 Punkte.
→ Punktesystem im Snowboard-Weltcup